# Orchestre classique de Montréal
Das Orchestre classique de Montréal (bis 2019: Orchestre de chambre McGill) ist ein professionelles Kammerorchester aus der kanadischen Stadt Montreal. 
Die Gründung erfolgte im Jahr 1939 durch den Komponisten Alexander Brott und dessen Ehefrau, die Cellistin Lotte Brott. Aus dem anfänglichen Streichquartett entwickelte sich schließlich ein Orchester, das bis heute üblicherweise aus Absolventen der Musikfakultät der McGill University zusammengesetzt ist.
Regelmäßig werden bekannte Gastmusiker eingeladen. Dazu gehören unter anderem Beaux Arts Trio, Maureen Forrester, Glenn Gould, Ida Haendel, Marilyn Horne, Lili Kraus, Yo-Yo Ma, Yehudi Menuhin, Dawid Oistrach, Jean-Pierre Rampal, Mstislaw Rostropowitsch, Peter Serkin, Isaac Stern und Joseph Szigeti. Das Ensemble hat zahlreiche Tonträger veröffentlicht und ist mehrmals im Ausland aufgetreten.